# North Hollywood

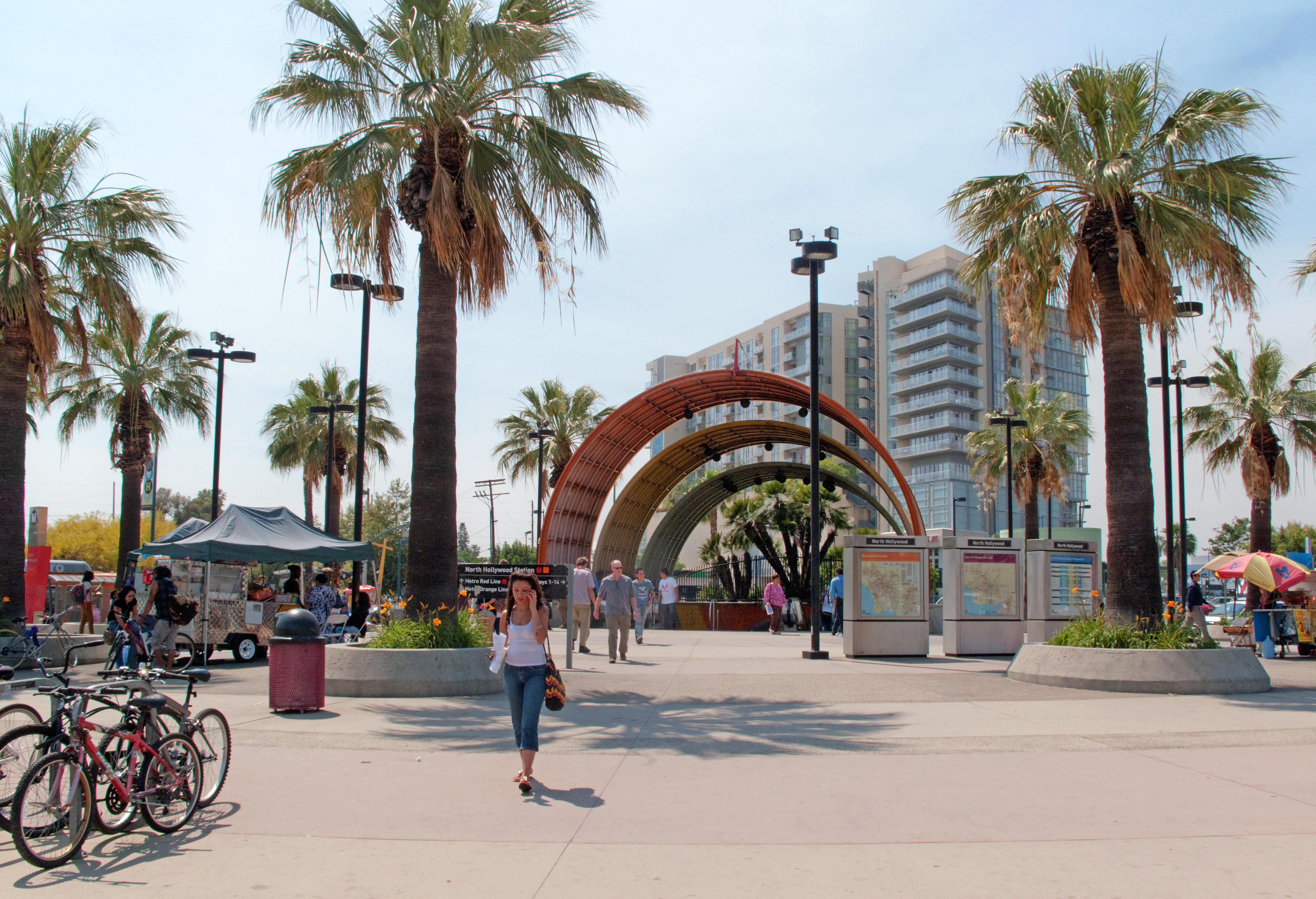
Estação de North Hollywood do Metrô de Los Angeles

North Hollywood é um bairro na região de Vale de São Fernando da cidade de Los Angeles, Estados Unidos. É o lar do NoHo Arts District e da Academia de Artes & Ciências Televisivas.
O bairro tem sete escolas públicas e oito privadas. Existe um parque municipal e um centro de recreação. O bairro é um importante centro de transporte e também é um lugar onde muitas pessoas notáveis viveram ou trabalharam. North Hollywood foi estabelecida pela Lankershim Ranch Land and Water Company em 1887. Foi primeiramente nomeada "Toluca" antes de ser renomeado "Lankershim" em 1896 e finalmente "North Hollywood" em 1927. Não é contíguo com Hollywood, sendo separados por outros bairros do vale de San Fernando e os montes de Hollywood.
O Censo dos Estados Unidos de 2000 contou 77 848 residentes no bairro de North Hollywood de 5,87 milhas quadradas - ou 13 264 pessoas por milha quadrada, uma densidade populacional média para a cidade, mas entre as mais altas do condado. Em 2008, estimou-se que a população tinha aumentado para 87 241. Em 2000, a idade média para residentes era de 30 anos; a porcentagem de residentes entre 19 e 34 anos estava entre os mais altos do condado.